# Terlizzi
Terlizzi község (comune) Olaszország Puglia régiójában, Bari megyében. Lakosainak száma 26 112 fő (2023. január 1.).

## Fekvése
Baritól északnyugatra, a Murgia-fennsíkon fekszik. Terlizzi Bitonto, Giovinazzo, Molfetta, Ruvo di Puglia és Bisceglie községekkel határos.

## Története
Első írásos említése a 8. századból származik, amikor a vidék longobárd ura Treliciumot a montecassinói apátságnak ajándékozta.

## Népessége
A lakosság számának alakulása:

## Főbb látnivalói
- Santa Maria delle Grazie-templom
- San Michele Arcanagelo-templom
- Palazzo de Gemmis - 1748-ban épült nemesi palota.
- Torre dell'Orologio vagy Torre Maggiore - a 31 méter magas óratorony a város szimbóluma.

## Híres szülöttei
- Pasquale Fiore (1837–1914) jogtudós
- Felice di Molfetta (1940–), püspök